# Sympherobius scriptus
Sympherobius scriptus är en insektsart som först beskrevs av Navás 1917.  Sympherobius scriptus ingår i släktet Sympherobius och familjen florsländor. Inga underarter finns listade i Catalogue of Life.